# Třída Kari
Třída Kari byla třída pobřežních protiponorkových hlídkových lodí Japonských námořních sil sebeobrany. Skládala se ze čtyř jednotek, provozovaných v letech 1957–1977.

## Stavba
Jejich stavba byla schválena v rámci programu pro roku 1954. Konstrukčně vycházely ze stíhačů ponorek japonského císařského námořnictva třídy No. 4 a třídy No. 13. Celkem byly v letech 1955–1957 postaveny čtyři jednotky této třídy. První a třetí postavila japonské loděnice Fujinagata v Ósace, druhý a čtvrtý japonské loděnice Iino Heavy Industries v Maizuru.
Jednotky třídy Kari:
| Jméno              | Založení kýlu     | Spuštěna           | Vstup do služby | Status                  |
| ------------------ | ----------------- | ------------------ | --------------- | ----------------------- |
| Kari (PC-301)      | 18. ledna 1956    | 26. září 1956      | 8. února 1957   | vyřazen 15. března 1977 |
| Kidži (PC-302)     | 14. prosince 1955 | 11. září 1956      | 29. ledna 1957  | vyřazen 15. března 1977 |
| Taka (PC-303)      | 18. ledna 1956    | 17. listopadu 1956 | 11. března 1957 | vyřazen 15. března 1977 |
| Waši (PC-304, 697) | 14. prosince 1955 | 12. listopadu 1956 | 20. března 1957 | vyřazen 15. března 1977 |

## Konstrukce
Pro úsporu hmotnosti byly nástavby a stěžeň vyrobeny z hliníkové slitiny, trup z tenkých ocelových plátů SM41W a ostatní části z vysokotažné oceli. Komín byl velmi malý a nízký. 
Čluny byly vybaveny námořním vyhledávacím radarem AN/SPS-5B (pracujícím v pásmu X), střeleckým radarem Mk.63 GFCS (Gun Fire Control System) a trupovým sonarem SQS-11A. Vyzbrojeny byly dvěma 40mm kanóny Bofors Mk.1 v jednohlavňové lafetaci a jedním salvovým vrhačem hlubinných pum Mk.10 Hedgehog s 96 náložemi (celkem čtyři salvy). Doplňovaly jej dva vrhače hlubinných náloží typu 55 a dva spouštěče hlubinných pum typu 54. Oba byly umístěny na bocích zádě. Celkem pro ně bylo neseno 36 hlubinných pum. 
Pohonný systém tvořily dva diesely Kawasaki-MAN V8V22/30 o celkovém výkonu 2000 hp, pohánějící dva lodní šrouby. Nejvyšší rychlost dosahovala 20 uzlů.